# 淡野安太郎
淡野 安太郎（だんの やすたろう、1902年（明治35年）7月2日 - 1967年（昭和42年）9月28日）は、日本の哲学者。台北帝国大学助教授、東京大学教授、学習院大学教授を歴任。

## 略歴
兵庫県出身。京都帝国大学哲学科卒。台北帝国大学助教授、東京大学教養学部助教授、1957年教授、63年定年退官、学習院大学教授。専門はフランス哲学、社会思想史。

## 著書

### 単著
- 『社会哲学としての法律哲学』弘文堂書房〈新哲叢書 5〉、1948年7月。
- 『哲学思索史 問題の展開を中心として観たる』白日書院、1949年4月。
- 『フランス哲学入門』小石川書房、1949年6月。
- 『哲学思想史 問題の展開を中心として観たる』勁草書房、1949年11月。
  - 『哲学思想史 問題の展開を中心として観たる』（新版）勁草書房、1962年4月。
  - 『哲学思想史 問題の展開を中心として』角川ソフィア文庫、2022年2月。改訂新版、佐藤優解説[3]
- 『哲学の考え方』勁草書房、1951年11月。
- 『哲学の考え方』勁草書房〈勁草文庫〉、1951年11月。
- 『フランスの哲学』角川書店〈角川新書 22〉、1952年5月。
- 『社会思想史』勁草書房、1952年9月。
  - 『社会思想史』（新版）勁草書房、1964年4月。
- 『哲学の歴史』宝文館〈NHK教養大学 19〉、1953年4月。
- 『初期のマルクス 唯物史観の成立過程』勁草書房、1956年11月。
- 『ベルグソン』勁草書房〈思想学説全書 1〉、1958年5月。
  - 『ベルグソン』（改装版）勁草書房〈思想学説全書 1〉、1974年3月。
  - 『ベルグソン』（新装版）勁草書房〈思想学説全書 1〉、1996年1月。ISBN 9784326198160。
- 『社会倫理思想史』勁草書房、1959年10月。
- 『明治初期の思想 その特性と限界』勁草書房、1967年12月。
- 『社会哲学としての法律哲学』学芸書房〈哲学選書〉、1968年12月。

### 編集
- 『人文科学の名著』毎日新聞社〈毎日ライブラリー〉、1957年3月。

### 翻訳
- ヴィルヘルム・ヴィンデルバント『カント物自体説の諸相に就て』岩波書店〈哲学論叢 第13〉、1928年11月。NDLJP:1051769。

### 共著
- 「二十世紀精神序説」『二十世紀精神』鎌倉文庫〈人間選書 1〉、1949年2月、3-28頁。
- 坂崎侃 編「ベルグソン哲学の方法について」『現代哲学の基礎問題 務台理作博士記念論文集』弘文堂、1951年5月、61-88頁。
- 「思想の流れ」『青年と思想』文教書院〈現代青年選書 第2巻〉、1961年6月、11-76頁。

### 共編
- 淡野, 安太郎、岩淵, 悦太郎、釘本, 久春 編『現代の文章』学芸図書、1949年10月。
- 下村寅太郎、淡野安太郎 編『哲学研究入門』小石川書房、1949年9月。
- 麻生, 磯次、木村, 健康、玉虫, 文一 ほか 編『大学生の読書 何をいかに読むべきか』山根書店、1950年5月。
- 下村寅太郎・淡野安太郎 編『哲学研究入門』魚住書店、1950年6月。
- 淡野安太郎、城塚登 編『社会倫理の探究』勁草書房、1968年5月。

## 参考
- デジタル版日本人名大事典: